# Filiolus alenkae
Filiolus alenkae là một loài ruồi trong họ Asilidae. Filiolus alenkae được Lehr miêu tả năm 1995. Loài này phân bố ở vùng Cổ Bắc giới.